# Charles Hahn Albrecht
Charles Hahn Albrecht (ur. 22 lutego 1885 w Filadelfii, zm. 7 sierpnia 1929 w Nairobi) – prawnik, amerykański urzędnik konsularny.

## Życiorys
Absolwent szkoły średniej (Central High School) w Filadelfii (1902) oraz Uniwersytet Pensylwanii (University of Pennsylvania) w Filadelfii (1911). Był zatrudniony w Biurze Audytu Kolei Pensylwanii (Pennsylvania Railroad Co.) (1906). Prowadził praktykę prawną w Filadelfii (1908–1911). W 1911 wstąpił do Służby Zagranicznej USA. Pełnił funkcję wicekonsula/z-cy konsula generalnego w Barcelonie (1912-1913), pracownika Departamentu Stanu (1913), wicekonsula USA w Santo Domingo (1913–1915), prac. Departamentu Stanu (1915–1920), konsula w Rewlu (1920–1922), Gdańsku (1922–1923), Bangkoku (1923–1926), Nairobi (1926–1929). Zmarł w konsulacie w Nairobi na dolegliwości żołądkowe.